# Benthocodon
Sứa Benthocodon là một chi sứa trong họ Rhopalonematidae, chi này đơn loài, chứa một loài duy nhất là Benthocodon hyalinus

## Đặc điểm
Sứa sống ở độ sâu 762m ngoài biển khơi, sứa Benthocodon có kích thước khá nhỏ nhưng có lượng xúc tu dày đặc lên tới 1.500 chiếc. Những xúc tu này giúp sứa bơi di chuyển trong môi trường áp suất lớn một cách dễ dàng. Thức ăn của sứa Benthocodon là các động vật giáp xác nhỏ hoặc trùng đơn bào.
Điểm khác biệt của chúng so với các loài sứa khác, đó là phần dù màu đỏ đậm và không trong suốt như đồng loại. Màu sắc này giúp che phủ ánh sáng sinh học phát ra bởi các con mồi trong dạ dày, giúp chúng tránh khỏi sự chú ý của những kẻ săn mồi lớn hơn.